# Чарльз, Джон
Уи́льям Джон Чарльз (англ. William John Charles; 27 декабря 1931, Суонси — 21 февраля 2004, Уэйкфилд) — валлийский футболист. Один из лучших игроков в истории европейского футбола, по опросу МФФИИС занимает 84 место среди лучших футболистов XX века, признан УЕФА лучшим футболистом Уэльса XX века. Чарльз включен в число ста легенд футбольной лиги Англии, входит в Зал славы английского футбола. Находится под номером 19 в списке 100 валлийских национальных героев. Чарльз получил звание Командора ордена Британской империи (CBE). Чарльз считается самым великим иностранным игроком Серии А. Чарльз — первый неитальянец, вошедший в зал славы Серии А.
По меткому выражению журналиста Дона Дейвиса, Джон Чарльз был «силён, как Геркулес, и властен, как Цезарь»; сэр Бобби Чарльтон в своей книге назвал его «несравненным». Шестикратный лучший бомбардир Первого дивизиона Футбольной лиги Англии Джимми Гривз сказал, что «если бы я выбирал свою самую великую сборную Британии, или даже сборную мира, Джон Чарльз был бы в ней». Марк Хьюз, лучший футболист Англии 1989 года, сказал, что Чарльз — «самый великий игрок, носивший майку сборной Уэльса».

## Биография
Джон Чарльз родился в районе Кумбурла в городе Суонси 27 декабря 1931 года. В детстве Чарльз увлёкся футболом, часто играя со своим братом Мелом Чарльзом, который также стал игроком сборной. Обучаясь в школе, Чарльз стал играть в секции футбола, принадлежавшей клубу «Суонси Таун». В возрасте 14-ти лет Чарльз был взят в основную команду «Суонси», но из-за слишком молодого возраста он не провёл ни одного матча за клуб, более того, его почти не брали даже на скамью запасных.

### «Лидс Юнайтед»
Однажды, когда Чарльз играл за молодёжную команду «Гендрос», его заметили скауты английского клуба «Лидс Юнайтед». В сентябре 1948 года Чарльз удачно прошёл просмотр в «Лидсе», и с ним был заключён контракт, первоначально Чарльз выступал за вторую команду «Лидса», где тренер Мейджор Бакли пробовал валлийца на позициях правого защитника, центрального полузащитника и даже левого крайнего нападающего. Дебют в первой команде состоялся 19 апреля 1949 года в товарищеской игре против клуба «Дамфрис», на глазах 20-тысячной толпы игра завершилась со счётом 0:0. В том же месяце состоялся дебют Чарльза в чемпионате Англии против клуба «Блэкберн Роверс», в котором Джон играл в центре поля. Однажды из-за травмы форвардов Чарльз был отправлен на место центрфорварда и уже во второй игре сделал «дубль», это вызвало споры в тренерском штабе, какую роль отводить Джону. Но всё же Чарльз играл на месте полузащитника, вплоть до сезона 1952/53, в котором в «Лидс» пришёл прекрасный полузащитник Джек Чарльтон, после чего Чарльз, не выдержавший конкуренции в центре поля, был отправлен на место центрального нападающего; смена амплуа пошла валлийцу на пользу — в первом же сезоне в новой роли Чарльз забил 26 мячей, а в следующем сезоне отличился 42 раза. Всего за «Лидс» Чарльз провёл 297 матчей и забил 150 мячей.

### «Ювентус»
Игра Чарльза привлекла внимание итальянских клубов. Так, представитель клуба «Ювентус» Джиджи Пероначе часто появлялся на матчах «Лидса», а 6 апреля 1957 года лично выразил перед Чарльзом интерес со стороны клуба. 10 апреля 1957 года в матче сборной Уэльса, когда Чарльз впервые надел капитанскую повязку в национальной команде, на игре присутствовал президент «Ювентуса» Умберто Аньелли, который был так поражён игрой валлийца, что немедленно начал переговоры с игроком о его переходе в стан «бьянконери». Через 11 дней «Лидс» сообщил, что не будет препятствовать уходу лидера команды. В те годы услугами агентов почти не пользовались, однако у Чарльза таковой имелся, и здесь «Юве» повезло: Эдвард Соммерфилд, агент Чарльза, был начальником Кеннет Уолстенхолм, большого поклонника итальянского футбола, знакомым со многими крупными деятелями футбола на Аппенинах, более того, именно Уолстенхолм назвал Чарльза лучшим футболистом-универсалом в мире. Сделка проходила в отеле Лидса «Куинз», переговоры продолжались с 16.30 до 22.00, Соммерфилд хорошо был готов, выяснив у юристов и бухгалтеров итальянские положения о контрактах, суммы и законы, потому сделка прошла быстро, а затем была встреча Аньелли с Чарльзом и окончание переговоров. Потому уже в августе 1957 года Чарльз стал игроком «Старой синьоры», сумма, заплаченная «Лидсу», равнялась рекордным для Британии 65 тыс. фунтов, Чарльз стал вторым британским футболистом, выступавшим не в Британии, вслед за игроком «Реала» Джоном Уотсоном.
8 сентября 1957 года Чарльз дебютировал в составе «Юве» в матче с «Вероной», который завершился со счётом 3:2. В том же 1957 году в «Ювентус» пришёл другой великолепный футболист — Омар Сивори, и вскоре два форварда стали самым грозным дуэтом в Серии А. Чарльз вспоминал: «Мы просто оказались вместе, и это произошло. Мы стали одним целым. Классический тандем великана и малыша». Это не помешало Чарльзу отвесить Сивори пощёчину, когда тот слишком буйно отреагировал на один из эпизодов игры. Чарльз быстро освоился в новой для себя стране: «Я освоился в Италии достаточно быстро и совсем не скучал по дому. Думаю, переезд в 16-летнем возрасте из Суонси в Лидс дался мне гораздо более тяжело. Переезд же из Лидса в Италию получился совершенно другим. Кроме того, я учил итальянский язык. Это было важно, так как я должен был общаться с людьми, как на поле, так и вне его.»

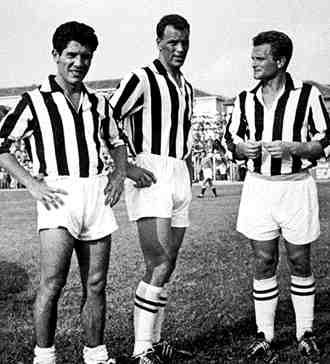
Сивори, Чарльз и Бониперти

До прихода двух форвардов в клуб «Юве» не блистал, в предыдущем сезоне команда заняла лишь 9-е место, но приход новых футболистов помог клубу выиграть «скудетто», Чарльз вспоминал: «„Ювентус“ приобрел нескольких игроков, включая меня самого, и мы выиграли „скудетто“, честно говоря, я даже предположить не мог, что мы сумеем занять первое место в первый же сезон.» В том же первом сезоне Чарльз стал кумиром тиффози «Юве», которые прозвали его «Добрый великан» за его джентльменское поведение на поле. Однако главным мотивом выступлений в Италии для Чарльза были деньги: «Если мне не изменяет память, то после ухода из „Лидса“ мне стали платить 18 фунтов в неделю. До этого я никогда не слышал о „Ювентусе“. Я ничего не знал о Турине, но деньги, предложенные итальянцами, очень манили. Самым главным была выплата компенсации при подписании контракта — очень неплохой компенсации. Также выплачивались премиальные. Если мы выигрывали у таких команд, как „Торино“, „Интер“ и „Милан“, то премиальные составляли 100, 200 или даже 300 фунтов». В Турине Чарльз был звездой, он жил в особняке с женой Пегги и сыновьями Терри, Мелвином и Питером; где бы он ни находился, его повсюду преследовали поклонники и поклонницы, что очень нравилось Чарльзу: «На меня смотрели, как на знаменитость, на кинозвезду. Это было и правда похоже на сумасшествие. Ты выходил в город, и люди подходили к тебе за автографами. Они шли за тобой по пятам, просто чтобы посмотреть на тебя. В общем-то, я не возражал, особенно если это были симпатичные девушки!», удивляло Чарльза и отношение болельщиков главного соперника «Ювентуса», другой туринской команды «Торино»: «Я очень хорошо помню наши дерби с „Торино“. Это были необыкновенные матчи. Некоторые люди говорили, что, пока мы выигрываем у „Торино“, они готовы прощать нам неудачи в борьбе за скудетто. Однажды воскресным вечером я услышал за окном автомобильные гудки. Я вышел на улицу посмотреть, в чём же дело. Это были болельщики „Торино“, размахивавшие своими красными флагами. Они хотели поздравить меня с победой над их командой. Мне показалось это потрясающим.»
В «Ювентусе» Чарльз провёл 5 сезонов, выиграв с клубом 3 чемпионата и 2 кубка Италии, проведя за клуб 150 матчей и забив 93 гола, и это в жёстком итальянском футболе, в котором, по словам Чарльза, «защитники очень плотно опекали нападающих, могу заверить, очень плотно. Они знали все уловки форвардов. Если ты шел в штрафную соперника при розыгрыше углового, один из защитников обязательно наступал тебе на ногу, а другой хватал за футболку. Но несколько классных защитников в Италии всё же играли.» Были у «Юве» времён Чарльза и неудачи: «Старая синьора» так и не смогла выиграть Кубок чемпионов, хотя выигрыш скудетто, конечно, всегда был для «Юве» наиглавнейшей победой. В 1962 году Чарльз решил уехать из Италии, этому не мог помешать даже новый контракт на 14 тыс. фунтов: Чарльз хотел, чтобы его дети получили образование в Великобритании. Чарльз остался в памяти болельщиков «Старой Синьоры»; в 1997 году, в год столетия клуба, Чарльз был назван фанатами лучшим иностранцем в истории «Ювентуса».

### Завершение карьеры
Из «Юве» Чарльз вернулся в «Лидс», но повторить свой английский успех не мог, валлийцу, привыкшему к футболу Италии, трудно было вновь играть в британский футбол, и, проведя лишь 11 матчей, за клуб Чарльз вновь уехал в Италию, где стал играть за «Рому»; в Риме Чарльз начал прекрасно, однако быстро травмировался и затем почти не выходил на поле, мешали и другие причины: «Рим — большой, красивый город, но я так и не смог освоиться здесь. Люди, живущие на севере Италии, показались мне дружелюбнее, чем римляне». После сезона в «Роме» Чарльз уехал на родину, в клуб «Кардифф Сити», а затем играл за клубы «Херефорд Юнайтед» и «Мертир-Тидвил», в которых выполнял функции играющего тренера. Также работал в канадском клубе «Хэмилтон Слилерс», выполняя функции технического директора.

### Международная карьера
В сборной Уэльса Чарльз дебютировал 21 октября 1950 года в матче против сборной Шотландии в возрасте 18 лет и 71 дня, став на тот момент самым молодым игроком в истории сборной Уэльса. Через 7 лет Чарльз надел капитанскую повязку национальной команды. Всего он провёл за сборную 38 матчей и забил 15 голов. Он был участником чемпионата мира в Швеции, на котором Уэльс проиграл со счётом 1:0 будущим чемпионам, бразильцам.
Играл Чарльз и за другие команды, в частности выступал за армейскую сборную с 1950 по 1952 год, не только в футболе, но и в баскетболе, крикете, беге и боксе. Именно в этой команде Чарльз получил травму, из-за которой сезон 1951/52 почти был для футболиста потерян. Сыграл Чарльз один матч за сборную Великобритании в 1955 году против Ирландии.

### После футбола
Закончив с футболом, Чарльз занялся бизнесом, но созданные им магазины детской и спортивной одежды прогорели, половину денег Чарльза отнял развод со своей женой Пегги. Единственным делом, приносившим доход Чарльзу, был паб в Йоркшире. Чарльз не порвал с футболом полностью: он посещал все домашние матчи «Лидса» (жил Чарльз в Бинкеншоу, пригороде Лидса, со своей второй супругой Глендой), а в 2002 году стал вице-президентом Футбольной ассоциации Уэльса. Западную трибуну «Элланд Роад» при жизни Чарльза назвали его именем, а запасной стадион клуба, «Южный Лидс», переименовали в стадион Джона Чарльза, одна из улиц, вплотную примыкающая к стадиону, была названа Путь Джона Чарльза.
В январе 2004 года Чарльз, страдавший до того от рака мочевого пузыря, перенёс сердечный приступ и был госпитализирован, а затем отправлен в Милан, где ему произвели две операции по ампутированию стоп обеих ног из-за проблем с кровообращением; после возвращения из Италии, Чарльз лежал в больнице Пиндерфилдс. Утром 21 февраля Чарльз скончался.

## Статистика выступлений
| Клуб                    | Сезон                   | Лига | Лига | Кубки | Кубки | Еврокубки | Еврокубки | Прочие | Прочие | Итого | Итого |
| Клуб                    | Сезон                   | Игры | Голы | Игры  | Голы  | Игры      | Голы      | Игры   | Голы   | Игры  | Голы  |
| ----------------------- | ----------------------- | ---- | ---- | ----- | ----- | --------- | --------- | ------ | ------ | ----- | ----- |
| Лидс Юнайтед            | 1948/49                 | 3    | 0    | 0     | 0     | -         | -         | 0      | 0      | 3     | 0     |
| Лидс Юнайтед            | 1949/50                 | 42   | 1    | 5     | 0     | -         | -         | 2      | 0      | 49    | 1     |
| Лидс Юнайтед            | 1950/51                 | 34   | 3    | 2     | 0     | -         | -         | 2      | 1      | 38    | 4     |
| Лидс Юнайтед            | 1951/52                 | 18   | 0    | 5     | 0     | -         | -         | 1      | 2      | 24    | 2     |
| Лидс Юнайтед            | 1952/53                 | 40   | 26   | 1     | 1     | -         | -         | 1      | 1      | 42    | 28    |
| Лидс Юнайтед            | 1953/54                 | 39   | 42   | 2     | 1     | -         | -         | 2      | 1      | 43    | 44    |
| Лидс Юнайтед            | 1954/55                 | 40   | 11   | 2     | 1     | -         | -         | 3      | 0      | 45    | 12    |
| Лидс Юнайтед            | 1955/56                 | 41   | 29   | 1     | 0     | -         | -         | 3      | 5      | 45    | 34    |
| Лидс Юнайтед            | 1956/57                 | 40   | 38   | 1     | 1     | 0         | 0         | 2      | 2      | 43    | 41    |
| Лидс Юнайтед            | Итого                   | 297  | 150  | 19    | 4     | 0         | 0         | 16     | 12     | 332   | 166   |
| Ювентус                 | 1957/58                 | 34   | 28   | 4     | 1     | 0         | 0         | 0      | 0      | 38    | 29    |
| Ювентус                 | 1958/59                 | 29   | 19   | 4     | 5     | 2         | 0         | 0      | 0      | 35    | 24    |
| Ювентус                 | 1959/60                 | 34   | 23   | 3     | 3     | 0         | 0         | 0      | 0      | 37    | 26    |
| Ювентус                 | 1960/61                 | 32   | 15   | 3     | 1     | 2         | 0         | 0      | 0      | 37    | 16    |
| Ювентус                 | 1961/62                 | 21   | 8    | 4     | 2     | 6         | 0         | 3      | 0      | 34    | 10    |
| Ювентус                 | Итого                   | 150  | 93   | 18    | 12    | 10        | 0         | 3      | 0      | 181   | 105   |
| Лидс Юнайтед            | 1962/63                 | 11   | 3    | 0     | 0     | -         | -         | 0      | 0      | 11    | 3     |
| Лидс Юнайтед            | Итого                   | 11   | 3    | 0     | 0     | 0         | 0         | 0      | 0      | 11    | 3     |
| Всего за «Лидс Юнайтед» | Всего за «Лидс Юнайтед» | 308  | 153  | 19    | 4     | 0         | 0         | 16     | 12     | 343   | 169   |
| Рома                    | 1962/63                 | 10   | 4    | 0     | 0     | 2         | 1         | 2      | 1      | 14    | 6     |
| Рома                    | Итого                   | 10   | 4    | 0     | 0     | 2         | 1         | 2      | 1      | 14    | 6     |
| Кардифф Сити            | 1963/64                 | 33   | 11   | 2     | 0     | -         | -         | 0      | 0      | 35    | 11    |
| Кардифф Сити            | 1964/65                 | 28   | 3    | 6     | 0     | 5         | 0         | 0      | 0      | 39    | 3     |
| Кардифф Сити            | 1965/66                 | 7    | 4    | 3     | 0     | 2         | 0         | 0      | 0      | 12    | 4     |
| Кардифф Сити            | Итого                   | 68   | 18   | 11    | 0     | 7         | 0         | 0      | 0      | 86    | 18    |
| Херефорд Юнайтед        | 1966/67                 | 42   | 26   | 9     | 11    | -         | -         | 1      | 1      | 52    | 38    |
| Херефорд Юнайтед        | 1967/68                 | ?    | 5+   | 2+    | 3+    | -         | -         | 2+     | 4      | ?     | 12+   |
| Херефорд Юнайтед        | 1968/69                 | ?    | 11+  | 3+    | 3+    | -         | -         | 2+     | 6      | ?     | 20+   |
| Херефорд Юнайтед        | 1969/70                 | ?    | 3+   | 1+    | 1+    | -         | -         | ?      | ?      | ?     | 22    |
| Херефорд Юнайтед        | 1970/71                 | 24   | 10   | 4     | 1     | -         | -         | 8      | 3      | 36    | 14    |
| Херефорд Юнайтед        | Итого                   | 173  | 80   | 19+   | 19+   | 0         | 0         | 13+    | 14+    | 205+  | 113+  |
| Всего за карьеру        | Всего за карьеру        | 709  | 348  | 67+   | 35+   | 19        | 1         | 34+    | 27+    | 829+  | 411+  |

## Достижения

### Командные
- Чемпион Италии: 1957/58, 1959/60, 1960/61
- Обладатель Кубка Италии: 1958/59, 1959/60
- Обладатель Кубка Уэльса: 1963/64, 1964/65

#### Личные
- Лучший бомбардир чемпионата Англии: 1957 (38 голов)
- Лучший бомбардир чемпионата Италии: 1958 (28 голов)